# Voi lùn

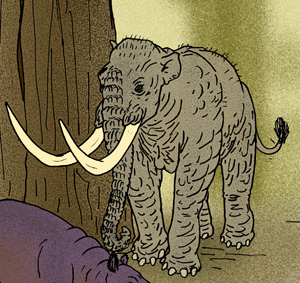
Phục dựng một con voi lùn

Voi lùn (Dwarf elephant) là những con voi từng sống trong thời tiền sử của những loài thú thuộc về bộ có vòi (Proboscidea) mà thông qua quá trình thường biến để thích nghi với môi trường sống trên các hòn đảo, chúng đã tiến hóa kích thước cơ thể nhỏ hơn nhiều (khoảng 1,5-2,3 mét) so với tổ tiên của chúng. 

## Đặc điểm
Voi lùn là một ví dụ về bệnh lùn nội tự sinh (Insular dwarfism) nghĩa là tự tiết giảm thể hình, là hiện tượng động vật có xương sống trên cạn cỡ lớn (thường là động vật có vú) xâm chiếm, sinh sống ở các đảo, qua quá trình chung phát triển thành các dạng lùn, một hiện tượng được cho là thích nghi với môi trường nghèo tài nguyên và chọn lọc sinh thái để trưởng thành và sinh sản sớm. Một số quần thể voi châu Á hiện đại cũng đã trải qua quá trình giảm kích thước trên các hòn đảo ở mức độ thấp hơn, dẫn đến quần thể Voi Borneo.
Hóa thạch của voi lùn đã được tìm thấy trên các đảo Địa Trung Hải của đảo Síp, Malta (tại Għar Dalam), Bêlarut (ở Chania tại Vamos, Stylos và trong một hang động dưới nước trên bờ biển), Sicily, Sardinia, Quần đảo Cyclades và Quần đảo Dodecan. Các hòn đảo khác nơi  những loài Stegodon dạng lùn đã được tìm thấy là Sulawesi, Flores, Timor, các đảo khác của Sunder và Trung Java, tất cả các đảo đều ở Indonesia. Những con voi lùn lần đầu tiên sinh sống trên các hòn đảo Địa Trung Hải trong thời kỳ Pleistocene, bao gồm tất cả các hòn đảo lớn ngoại trừ Corsica và Balearics. 

## Châu Âu
Voi lùn Địa Trung Hải thường được coi là thành viên của chi Palaeoloxodon, có nguồn gốc từ voi vòi thẳng lục địa (Palaeoloxodon). Một ngoại lệ là voi lùn Sardinian, và voi Mammuthus đặc hữu đầu tiên của các đảo Địa Trung Hải được công nhận là thuộc dòng voi ma mút. Một nghiên cứu di truyền được công bố vào năm 2006 đã đưa ra giả thuyết rằng voi cũng có thể thuộc dòng voi ma mút. Một nghiên cứu khoa học năm 2007 cho thấy những sai lầm của nghiên cứu DNA năm 2006. Trong thời đại mực nước biển thấp, các đảo Địa Trung Hải bị xâm chiếm hết lần này đến lần khác, đôi khi trên cùng một hòn đảo, cho một số loài (hoặc phân loài) có kích thước cơ thể khác nhau. Khi kỷ băng hà kết thúc, mực nước biển dâng cao, những con voi này bị mắc kẹt trên đảo.
Đảo Sicily dường như đã bị các loài thực vật sinh sống xâm chiếm trong ít nhất ba đợt xâm chiếm. Những con voi lùn đặc hữu này khác nhau về mặt phân loại trên mỗi hòn đảo hoặc nhóm đảo rất gần nhau, như quần đảo Cyclades. Có nhiều điều không chắc chắn về thời gian, các mối quan hệ phát sinh và tình trạng phân loại của voi lùn trên các đảo Địa Trung Hải. Sự tuyệt chủng của loài voi lùn không tương quan với sự xuất hiện của con người đến các đảo và việc tìm thấy bộ xương của những con voi như vậy đã làm nảy sinh ý tưởng rằng chúng thuộc về những con quái vật một mắt khổng lồ, bởi vì lỗ mũi ở giữa được cho là một mắt, và do đó có lẽ là nguồn gốc của hình tượng Cyclopes một mắt của thần thoại Hy Lạp.